# Vedute famose di oltre sessanta province
Le Vedute famose di oltre sessanta province (六十余州名所図会?, Rokujūyoshū meisho zue) sono una serie di stampe ukiyo-e del pittore Hiroshige. Pubblicata tra il 1853 e il 1856 dalla casa editrice Koshihei, la serie si compone di sessantanove stampe e di una pagina di indici. Essa illustra sessantotto province del Giappone e la capitale Edo.

## Creazione, pubblicazione e stile della serie
Nella serie, Hiroshige dipinge per ogni provincia una delle sue più famose vedute, ispirandosi a stampe di altri artisti; egli prende in effetti a modello almeno nove diversi meisho zue allo scopo di rappresentare scene di tutto il Giappone, che egli per lo più non aveva visto di persona. Delle sessantanove stampe, quarantadue apparvero nel 1853, una sola nel 1854, diciassette nel 1855 e nove nel 1856. Sopra ogni stampa sono visibili in alto a destra due cartigli, uno in rosso che reca il titolo della serie e uno di colore variabile che indica il titolo della singola stampa. Su di un lato nel mezzo oppure in basso figura un altro cartiglio rosso con il nome di Hiroshige e talvolta un cartiglio più piccolo con il nome dell'incisore, Hori Take o Soji. Inoltre, vari sigilli possono apparire sulla pittura o ai margini:l'editore Koshimura-ya Heisuke, la data, l'approvazione della censura, l'incisore.
All'epoca in cui creò le Vedute famose di oltre sessanta province, Hiroshige era già un artista circondato da un'importante reputazione per le sue composizioni liriche e per la presenza centrale della vita quotidiana della popolazione nelle sue scene. Negli anni 1830, egli ottenne un immenso successo con le Cinquantatré stazioni del Tōkaidō e le Sessantanove stazioni del Kiso Kaidō. Tuttavia, a partire dagli anni 1840, il pittore cercò di modificare il suo stile lirico e semplice, muovendosi verso un uso maggiore del contrasto e della tensione emotiva nelle sue composizioni: meno incentrati sull'umano, i suoi paesaggi divennero più astratti, nel tentativo di trasporre il carattere emotivo delle scene. Se questo nuovo stile apparve pienamente compiuto nella sua ultima opera, le Cento vedute famose di Edo, già le Oltre sessanta province prefigurano tale svolta. In questa serie, Hiroshige sfrutta per la prima volta il ricorso a un formato verticale, una grande innovazione per un'opera paesaggistica; anche la distanza dall'elemento umano è già visibile. Secondo il critico Ouspensky, il formato verticale contiene già in sé il germe di un conflitto, propizio a composizioni più tese; esso spinge l'artista ad adottare punti di vista e inquadrature dissimili a quelli nelle sue opere precedenti.
Tecnicamente, Hiroshige ricorre a un impiego intensivo del bokashi (che consiste nel variare la luminosità di un colore pà faire varier la clarté d’une couleur lors de l’impression pour créer des effets de dégradé) e un utilizzo insolitamente elevato del colore rosso.
In generale, la qualità della serie è stata considerata incostante, poiché unisce pitture poco raffinate e composizioni molto riuscite, come il Vortice di Naruto ad Awa (stampa 55), dove egli imprime una «tensione drammatica», che oppone il tumulto del mare in primo piano allo sfondo più sereno; questa stampa ricorda La grande onda di Kanagawa di Hokusai.

## Le stampe
| №  | Stampa | Titolo                                                                                       | Titolo giapponese                   |
| -- | ------ | -------------------------------------------------------------------------------------------- | ----------------------------------- |
| 1  |        | Provincia di Yamashiro: il «ponte che attraversa la luna» (Togetsukyō) a Arashiyama          | 山城 あらし山 渡月橋                |
| 2  |        | Provincia di Yamato: il fiume Tatsuta (Tatsuta-gawa) e il monte Tatsuta (Tatsuta-yami)       | 大和 立田山 龍田川                  |
| 3  |        | Provincia di Kawachi: il monte Otoko a Hirakata                                              | 河内 枚方 男山                      |
| 4  |        | Provincia di Izumi: la spiaggia di Takaishi                                                  | 和泉 高師のはま                     |
| 5  |        | Provincia di Settsu: la spiaggia Demi a Sumiyoshi e il Sumiyoshi-taisha                      | 摂津 住よし 出見のはま              |
| 6  |        | Provincia di Iga: Iga-Ueno                                                                   | 伊賀 上野                           |
| 7  |        | Provincia di Ise: case del tè presso il monte Asakuma                                        | 伊勢 朝熊山 峠の茶屋                |
| 8  |        | Provincia di Shima: il monte Hiyori e la baia di Toba                                        | 志摩 日和山 鳥羽湊                  |
| 9  |        | Provincia di Owari: la festa Tennō a Tsushima                                                | 尾張 津嶋 天王祭り                  |
| 10 |        | Provincia di Mikawa: il tempio Horai-ji tra le montagne dirute                               | 三河 鳳来寺山巌                     |
| 11 |        | Provincia di Totomi: ansa del lago Hamana presso il tempio Kanzan-ji                         | 遠江 濱名之湖 堀江館山寺 引佐之細江 |
| 12 |        | Provincia di Suruga: pineta a Miho (Miho no Matsubara)                                       | 駿河 三保のまつ原                   |
| 13 |        | Provincia di Kai: ponte della scimmia                                                        | 甲斐 さるはし                       |
| 14 |        | Provincia di Izu: sorgenti termali (onsen) presso il tempio Shuzen-ji                        | 伊豆 修禅寺 湯治場                  |
| 15 |        | Provincia di Sagami: ingresso della caverna sull'isola di Enoshima                           | 相模 江之嶋 岩屋ノ口                |
| 16 |        | Provincia di Musashi: mattina di neve sul fiume Sumida                                       | 武蔵 隅田川 雪の朝                  |
| 17 |        | Edo: festival della fine dell'anno Asakusa                                                   | 江戸 浅草市                         |
| 18 |        | Provincia di Awa: baia di Kominato                                                           | 安房 小湊 内浦                      |
| 19 |        | Provincia di Kazusa: baia Yasashi, spiaggia di Kujūkuri                                      | 上総 矢さしか浦 通名九十九里        |
| 20 |        | Provincia di Shimōsa: la baia sulla spaiggia Choshi                                          | 下総 銚子の濱 外浦                  |
| 21 |        | Provincia di Hitachi: Kashima-jingū a Kashima                                                | 常陸 鹿嶋大神宮                     |
| 22 |        | Provincia di Ōmi: Ishiyama-dera e il lago Biwa                                               | 近江 琵琶湖 石山寺                  |
| 23 |        | Provincia di Mino: cascata di Yōrō                                                           | 美濃 養老ノ瀧                       |
| 24 |        | Provincia di Hida: cesti trasportati con il cavo                                             | 飛弾 籠わたし                       |
| 25 |        | Provincia di Shinano: il monte Kyodai e la luna si riflettono nel ruscello Sarashina         | 信濃 更科田毎月 鏡臺                |
| 26 |        | Provincia di Kōzuke: neve sul monte Haruna                                                   | 上野 榛名山 雪中                    |
| 27 |        | Provincia di Shimotsuke: cascata di Urami sulle montagne Nikkō                               | 下野 日光山 裏見ノ瀧                |
| 28 |        | Provincia di Mutsu: veduta di Matsushima e del monte Tomi in lontananza                      | 陸奥 松島風景 富山眺望之略図        |
| 29 |        | Provincia di Dewa: veduta in lontananza del monte Gassan dal fiume Mogawi                    | 出羽 最上川 月山遠望                |
| 30 |        | Provincia di Wakasa: peschereccio che tira le reti                                           | 若狭 漁船 鰈網                      |
| 31 |        | Provincia di Echizen: la pineta di Kebi a Tsuruga                                            | 越前 敦賀 気比ノ松原                |
| 32 |        | Provincia di Kaga: pesca notturna al lago del Loto, una delle otto famose vedute di Kanazawa | 加賀 金沢八勝之内 蓮湖之漁火        |
| 33 |        | Provincia di Noto: spiaggia e cascata                                                        | 能登 瀧之浦                         |
| 34 |        | Provincia di Etchū: il ponte di navi a Toyama                                                | 越中 冨山 船橋                      |
| 35 |        | Provincia di Echigo: il promontorio Oyashirazu                                               | 越後 親しらず                       |
| 36 |        | Provincia di Sado: miniera d'oro                                                             | 佐渡 金やま                         |
| 37 |        | Provincia di Tamba: Kanesaka                                                                 | 丹波 鐘坂                           |
| 38 |        | Provincia di Tango: Amanohashidate                                                           | 丹後 天の橋立                       |
| 39 |        | Provincia di Tajima: tempio di Kannon in una caverna della valle di Iwai                     | 但馬 岩井谷 窟観音                  |
| 40 |        | Provincia di Inaba: monte Kaji                                                               | 因幡 加路 小山                      |
| 41 |        | Provincia di Hōki: veduta in lontananza di Daisen nei pressi di Ono                          | 伯耆 大野 大山遠望                  |
| 42 |        | Provincia di Izumo: la festa di Hotohoto all'Izumo-taisha                                    | 出雲 大社 ほとほとの図              |
| 43 |        | Provincia di Iwami: salina nei pressi di Takatsu                                             | 石見 高津山 汐濱                    |
| 44 |        | Provincia di Oki: Takuhi no yashiro                                                          | 隠岐 焚火の社                       |
| 45 |        | Provincia di Harima: spiaggia Maiko                                                          | 播磨 舞子の濱                       |
| 46 |        | Provincia di Mimasaka: le gole di Yamabushi                                                  | 美作 山伏谷                         |
| 47 |        | Provincia di Bizen: portale in pietra del tempio di Yuga sulla spiaggia presso Tanokuchi     | 備前 田の口海浜 瑜賀山鳥居          |
| 48 |        | Provincia di Bitchū: le gole di Gō (Gōkei)                                                   | 備中 豪渓                           |
| 49 |        | Provincia di Bingo: il tempio Kannon-dō ad Abumon                                            | 備後 阿武門観音堂                   |
| 50 |        | Provincia di Aki: festival al Itsukushima-jinja                                              | 安藝 巌島 祭礼之図                  |
| 51 |        | Provincia di Suō: ponte Kintai a Iwakuni                                                     | 周防 岩國 錦帯橋                    |
| 52 |        | Provincia di Nagato: Shimonoseki                                                             | 長門 下の関                         |
| 53 |        | Provincia di Kii: baia di Waka                                                               | 紀伊 和哥之浦                       |
| 54 |        | Provincia di Awaji: spiaggia dei cinque colori (Goshiki-hama) di Awaji                       | 淡路 五色濱                         |
| 55 |        | Provincia di Awa: vortice di Naruto                                                          | 阿波 鳴門の風波                     |
| 56 |        | Provincia di Sanuki: veduta in lontananza del monte Zōzu                                     | 讃岐 象頭山遠望                     |
| 57 |        | Provincia di Iyo: Saijo                                                                      | 伊豫 西條                           |
| 58 |        | Provincia di Tosa: pesca del bonito                                                          | 土佐 海上松魚釣                     |
| 59 |        | Provincia di Chikuzen: promontorio di Hako e Umino Nakamichi                                 | 筑前 筥崎 海中の道                  |
| 60 |        | Provincia di Chikugo: fondale a forma di barriera a Yanase                                   | 筑後 簗瀬                           |
| 61 |        | Provincia di Buzen: strada sotto il Rakan-ji                                                 | 豊前 羅漢寺 下道                    |
| 62 |        | Provincia di Bungo: promontorio di Mino                                                      | 豊後 簑崎                           |
| 63 |        | Provincia di Hizen: monte Inasa a Nagasaki                                                   | 肥前 長嵜 稲佐山                    |
| 64 |        | Provincia di Higo: Gokanosho                                                                 | 肥後 五ヶの庄                       |
| 65 |        | Provincia di Hyūga: baia di Yuzu nelle isole Obi                                             | 日向 油津ノ湊 飫肥大嶌              |
| 66 |        | Provincia di Ōsumi: Sakurajima                                                               | 大隈 さくらしま                     |
| 67 |        | Provincia di Satsuma: scogliere della baia di Bo (Bo-no-ura)                                 | 薩摩 坊ノ浦 雙剣石                  |
| 68 |        | Provincia di Iki: Shisaku                                                                    | 壱岐 志作                           |
| 69 |        | Provincia di Tsushima: crepuscolo suo mare                                                   | 対馬 海岸 夕晴                      |
| 70 |        | Titolo e indice                                                                              | 目録 下題                           |